# Rutherford (New Jersey)
Rutherford è un borough statunitense, sito nello stato del New Jersey, Contea di Bergen.
Rutherford fu costituita come borough il 21 settembre 1881 con un atto legislativo del New Jersey, a seguito di un referendum tenutosi il giorno precedente.
Rutherford fu definite "Borough of Trees" (borough degli alberi) e "Il primo borough della Contea di Bergen".